# Filibertu
Il Filibertu è un fiume di 15 km che scorre nella Sardegna nord-occidentale nei pressi di Alghero.

## Corso del fiume
Nasce a 148 m s.l.m. sul monte Siareddu con il nome di rio Don Gavino.
Sfocia nel fiume Barca.